# Roca de les Tres Cassoletes
La Roca de les Tres Cassoletes es troba al Parc de la Serralada Litoral, concretament a Cabrera de Mar (el Maresme).

## Descripció
Un dels elements d'interès geològic del Parc són les piques, olletes o cassoletes: es tracta de cavitats de forma més o menys còncava que es troben a la part plana de les superfícies granítiques. Les produeix l'aigua, que es queda allà retinguda i en forma un petit bassal. Aquestes cubetes (generalment circulars) són poc fondes i de fons pla. Les mides oscil·len entre els 20-100 cm de diàmetre i n'hi ha que tenen un petit canal format per l'aigua en vessar quan la cubeta s'emplena.
Les podem trobar en molts llocs, per exemple al Turó de Céllecs (a la zona d'escalada), a la Pedra de les Orenetes, a la Pedra de les Creus i sobre moltes altres boles granítiques. A banda de l'atractiu estètic que tenen, són elements importants per a la fauna, ja que serveien d'abeuradors.
En el cas concret de la Roca de les Tres Cassoletes, és un xic atípica, ja que presenta tres cassoletes en cascada i la més baixa és d'una fondària molt superior a l'habitual: es tracta d'una roca de forma troncocònica (de 3 x 3 x 2 m), amb tres cassoletes en cascada (30, 60 i 110 cm de diàmetre) i altres de secundàries més petites.
Val la pena investigar uns metres a la rodona d'aquesta roca (tafanejant pel mig de la vegetació) perquè hi trobarem altres roques amb cassoleta i ens adonarem de la gran varietat de plantes que hi ha en pocs metres quadrats.

## Accés
És ubicada a Cabrera de Mar: cal sortir de Cabrils pel carrer de Til·lers. En acabar l'asfalt apareix una bifurcació que seguirem per la dreta, la qual duu a la Creu del Bei. Passada aquesta bifurcació, a 90 m agafem un camí a l'esquerra, costerut i pedregós. La roca és a 360 m, a tocar del camí i a l'esquerra. Coordenades: x=448258 y=4598927 z=372.